# خط عرض 61° جنوب
خط عرض 61° جنوب هي إحدى دوائر العرض الجغرافية، وهي دوائر وهمية تحيط بالكرة الأرضية، وموازية لخط الاستواء، وتتميز هذه الدائرة بأن الأراضي الواقعة عليها تنتمي للمنطقة القطبية.

## حول العالم
خط عرض 61° جنوب يبدأ من خط الزوال الأولي ويتجه شرقا ويمر عبر:
| الإحداثيات                      | البلد أو الإقليم أو البحر | ملاحظات |
| ------------------------------- | ------------------------- | --- |
| 61°0′S 0°0′E / 61.000°S 0.000°E | المحيط الجنوبي            | جنوبي المحيط الأطلسي · جنوبي المحيط الهندي · جنوبي المحيط الهادئ · جنوبي المحيط الأطلسي · – مرورا بشمال جزيرة الفيل, المطالب الإقليمية بالقارة القطبية الجنوبية by الأرجنتين, تشيلي و المملكة المتحدة · – مرورا بشمال جزيرة كلارنس, المطالب الإقليمية بالقارة القطبية الجنوبية by الأرجنتين, تشيلي و المملكة المتحدة · – مرورا بجنوب the جزر أوركني الجنوبية, المطالب الإقليمية بالقارة القطبية الجنوبية by الأرجنتين و المملكة المتحدة |